# Utódok: Komisz világ
Az Utódok: Komisz világ (eredeti cím: Descendants: Wicked World) 2015 és 2017 között futott amerikai televíziós 3D-s számítógépes animációs fantasy sorozat, amelyet az Aliki Theofilopolous és Eric Fogel rendezett.
Amerikában 2015. szeptember 18-án a Disney Channel mutatta be, Magyarországon 2015. december 13-án szintén a Disney Channel mutatta be.

## Cselekmény
Ben koronázása után a gonosz gyerekek, Mal, Evie, Carlos és Jay letelepednek, hogy, miközben gonosz szüleik még mindig az Elvesztették szigetén kószálnak. Új gonosz gyerekek érkeznek, Freddie, CJ és Zevon.

## Szereplők
| Szereplő   | Eredeti hang                                          | Magyar hang        | Mese                      | Mesebeli szülő           |
| ---------- | ----------------------------------------------------- | ------------------ | ------------------------- | ------------------------ |
| Mal        | Dove Cameron                                          | Bogdányi Titanilla | Csipkerózsika             | Demóna és Hádész         |
| Carlos     | Cameron Boyce                                         | Bogdán Gergő       | 101 kiskutya              | Szörnyella de Frász      |
| Jay        | Booboo Stewart                                        | Baráth István      | Aladdin                   | Jafar                    |
| Evie       | Sofia Carson                                          | Kardos Eszter      | Hófehérke és a hét törpe  | Boszorka                 |
| Ben herceg | Mitchell Hope                                         | Czető Roland       | Szépség és a Szörnyeteg   | Belle és Szörnyeteg      |
| Jane       | Brenna D'Amico                                        | Laudon Andrea      | Hamupipőke                | Tündérkeresztanya        |
| Audrey     | Sarah Jeffrey                                         | Gulás Fanni        | Csipkerózsika             | Csipkerózsika            |
| Jordan     | Ursula Taherian                                       | Czető Zsanett      | Aladdin                   | Dzsini                   |
| Freddie    | China Anne McClain (1. évad) Lauryn McClain (2. évad) | Tamási Nikolett    | A hercegnő és a béka      | Dr. Facilier             |
| Lonnie     | Dianne Doan                                           | Lamboni Anna       | Mulan                     | Fa Mulan és Lee Shang    |
| Ally       | Jennifer Veal                                         | Csifó Dorina       | Alice Csodaországban      | Alice                    |
| CJ         | Myrna Valesco                                         | Pekár Adrienn      | Pán Péter                 | Hook kapitány            |
| Zevon      | Bradley Steven Perry                                  | Szatory Dávid      | Eszeveszett birodalom     | Yzma                     |
| Ruby       | Nem szólal meg                                        | Nem szólal meg     | Aranyhaj és a nagy gubanc | Aranyhaj és Nyálas Eugén |

## Epizódok
| Évad | Évad      | Epizódok | Eredeti sugárzás     | Eredeti sugárzás   | Magyar sugárzás  | Magyar sugárzás   |
| Évad | Évad      | Epizódok | Évadpremier          | Évadfinálé         | Évadpremier      | Évadfinálé        |
| ---- | --------- | -------- | -------------------- | ------------------ | ---------------- | ----------------- |
|      | 1         | 18       | 2015. szeptember 18. | 2015. december 13. | 2016. július 15. | 2016. október 11. |
|      | 2         | 15       | 2016. október 28.    | 2017. február 24.  | 2017. február 1. | 2017. április 10. |
|      | Speciális | 3        | 2015. december 13.   | 2017. március 3.   | TBA              | TBA               |

## Gyártás
A sorozat gyártását az Utódok című film után jelentették be. A Phineas és Ferb egyik írója Aliki Theofilopoulos Graff a Twitteren jelentette be, hogy ő rendezi a sorozatot, Jenni Cook lesz a producere és az eredeti szereplők megismétlik szerepüket. A sorozat minden epizódja kevesebb, mint öt perc lesz.
2016. július 13-án bejelentették, hogy a sorozat megújul egy második évadra, és hogy Bradley Steven Perry Zevon, Yzma fia hangját fogja adni, Lauryn McClain pedig átveszi Freddie szerepét, miután a húga China Anne McClain szerepet kapott az Utódok 2-ben.

## Díjak és jelölések
| Díj                | Díjátadó ceremónia         | Kategória                                | Jelölt(ek)           | Eredmény | Forrás |
| ------------------ | -------------------------- | ---------------------------------------- | -------------------- | -------- | ------ |
| Teen Choice Awards | 2016-os Teen Choice Awards | Kedvenc sorozat - animációs kategóriában | Utódok: Komisz világ | Jelölve  | [ 8 ]  |